# لو پرادو
لو پرادو (به اسپانیایی: Lo Prado) یک شهرستان‌ در شیلی است که در استان سانتیاگو واقع شده‌است. لو پرادو ۶٫۷ کیلومتر مربع مساحت و ۱۰۴٬۳۱۶ نفر جمعیت دارد.